# Esoterismo a Torino

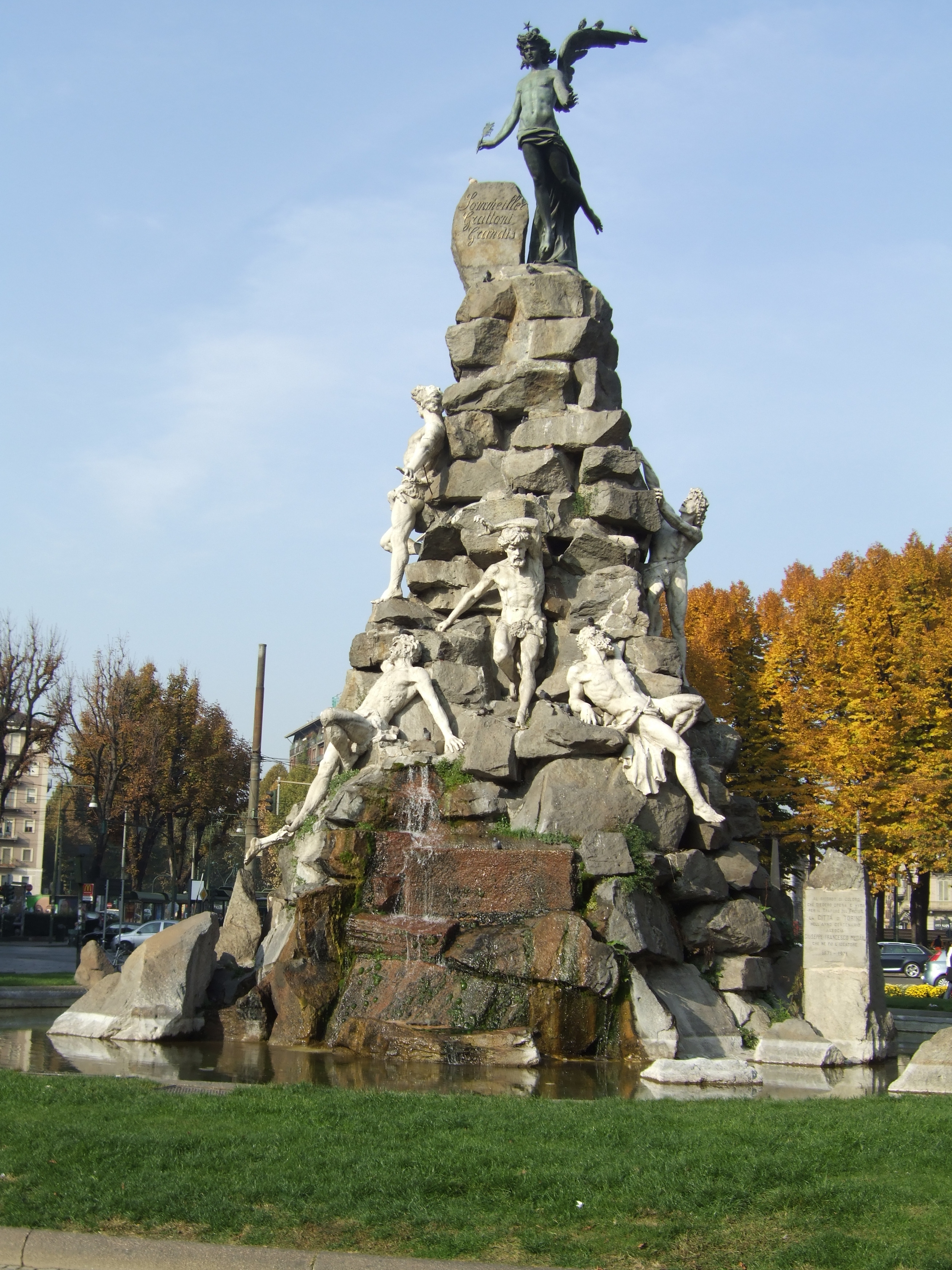
Il monumento al Traforo del Fréjus in piazza Statuto

Torino da molti è considerata la capitale italiana dell'esoterismo, dell'occultismo, della magia e del satanismo (anche se le cose non hanno attinenza tra loro, se non nel pensiero religioso); ed è stata soprannominata, per questo città del diavolo.
Torino è stata spesso oggetto di studio per le simbologie rappresentate da molti dei suoi monumenti, le sue architetture e la pianta stessa della città, che si dice rispondano a un preciso disegno esoterico e massonico..
Diverse sono le personalità legate all'occultismo che hanno vissuto nella capitale piemontese, tra cui i Savoia, dei quali è noto il secolare interesse verso la magia e l'esoterismo e, secondo fonti più controverse, Nostradamus.
Secondo alcuni esoteristi, a Torino convivono forze benigne e maligne e presenta una zona "di luce", rappresentata da piazza Castello e una "di tenebre", che ha il suo nucleo in piazza Statuto. Si tratta inoltre dell'unica città facente parte di un triangolo alchemico di "magia bianca" assieme a Praga e Lione, e uno di "magia nera" assieme a Londra e San Francisco, (secondo alcuni, il vero vertice americano del triangolo nero sarebbe invece Chicago per le culture voodoo ed esoteriche locali).
Fanno parte della Torino esoterica anche una serie di luoghi circondati da superstizioni e leggende, come, ad esempio, palazzo Trucchi di Levaldigi, dove sarebbero avvenuti diversi omicidi in circostanze mai chiarite, e la Vallis occisorum, collocata nell'odierno quartiere Valdocco, dove un tempo avvenivano le condanne a morte.

## La fama di Torino esoterica
La fama della natura esoterica della città sabauda era pressoché confinata nella città prima dell'inizio degli anni settanta, quando vennero scritti alcuni articoli in cui la città veniva additata come appartenente a un "triangolo oscuro" e sede di piccole congreghe sataniche. 
È invece accertato che la Chiesa di Satana stabilì una presenza in città tra la fine degli anni sessanta e l’inizio degli anni settanta, con un numero di aderenti che certamente non superò mai il centinaio e dalla quale nel 1969 si sarebbe separato un piccolo gruppo, ancora attivo, in contatto con Claude Seignolle. 
In seguito, grazie al suo Torino città magica (1978), la teosofa Giuditta Dembech contribuì a rendere nota Torino come "città esoterica". Il libro, considerato una pietra miliare sull'argomento, ebbe buoni riscontri di vendita e verrà imitato da altri scrittori. Molto tempo dopo, nei primi anni duemila, USA Today e The Washington Post parlarono della Torino esoterica. Nel 2020 fece lo stesso anche National Geographic Traveler.

## Grotte alchemiche
Nel sottosuolo di Torino sarebbero celate tre grotte alchemiche, facenti parte di una più complessa rete di passaggi sotterranei e divenute leggendari luoghi di ritrovo per gli alchimisti. La collocazione precisa è stata oggetto di teorie e la loro esistenza mai dimostrata. Secondo delle teorie, esse si trovano in prossimità di diversi luoghi storici, tra cui il palazzo Reale, la zona di piazza Castello e un luogo ignoto dove è celata la pietra filosofale.

## Piazza Castello

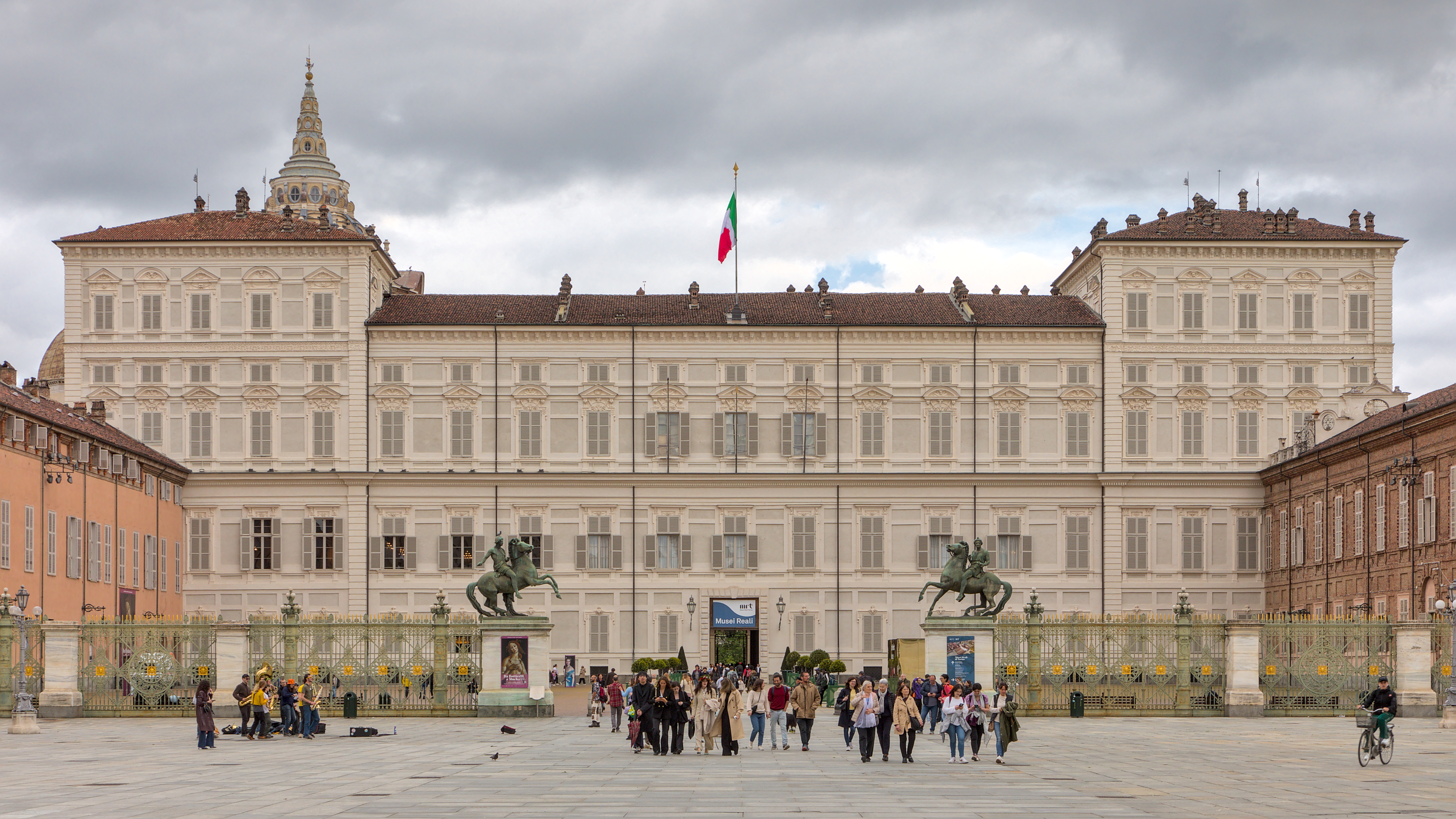
il palazzo Reale con le due statue di Castore e Polluce

Il vertice della Torino "bianca" si trova a Piazza Castello, per l'esattezza tra la piazzetta Reale, i Giardini Reali e la fontana dei tritoni. Lo spazio vuoto tra le due statue equestri di Castore e Polluce, oltre a rappresentare la linea di confine tra la zona bianca e quella nera di Torino, è il punto da cui si diramerebbero a raggiera dodici linee immaginarie che dividono la città in altrettanti settori.

## Piazza Statuto
La zona di ombra è rappresentata invece da piazza Statuto, che si trova a ovest, in un luogo dove un tempo sorgeva una zona cimiteriale. Piazza Statuto si trova nel quartiere Valdocco, la cui etimo è vallis occisorum, ovvero "valle degli uccisi": un'allusione ai martiri di Torino o, secondo un'altra interpretazione, al Rondò della Forca, un luogo in cui avvenivano le condanne a morte (che si trova tra corso Regina Margherita e corso Valdocco). Nelle vicinanze si trova la porta Decumana che, nelle antiche tradizioni, rappresentava il quadrante dell'oltretomba.
Il particolare più noto e rappresentativo è il monumento al Traforo del Fréjus, composto da una serie di rocce che formano una torre sulle cui pendici vi sono diverse figure antropomorfe che tentano invano di raggiungere la cima. In cima al monumento svetta un angelo con una stella a cinque punte, che si pensa essere Lucifero. Altri ritengono che il monumento sia invece una rappresentazione della vittoria della ragione sulla forza bruta, ovvero i Titani sottostanti. Il monumento del Fréjus è rivolto verso piazza Castello e via Garibaldi, che collega entrambe le piazze.
Nella piazza si trova anche l'obelisco "Guglia Beccaria", che ha un astrolabio sulla sommità.

## Fontana Angelica

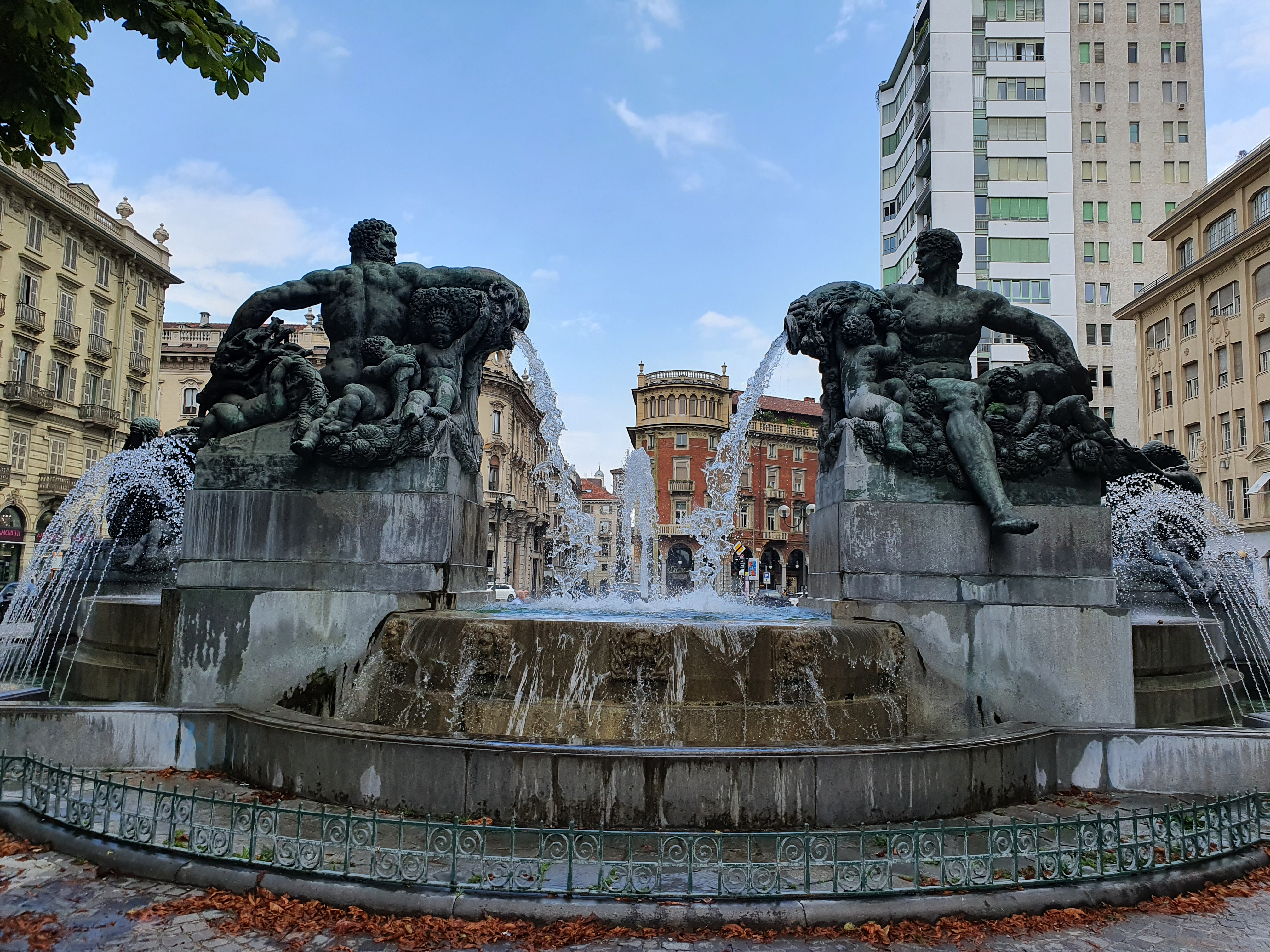
La fontana Angelica

Uno dei monumenti simbolisti di Torino è in piazza Solferino, che si trova a metà strada tra la zona di luce e quella oscura, ed è la fontana Angelica, o delle quattro stagioni, le cui figure maschili simmetriche, simboleggianti l'Autunno e l'Inverno, sembrano alludere all'ingresso in un tempio massonico e, in termini metaforici, a un varco che conduce alla conoscenza. Essa rappresenta le due forme della conoscenza, ovvero quella essoterica (ovvero quella conosciuta da tutti) e quella esoterica (quella riservata agli iniziati). La fontana presenta anche due figure femminili: la prima, la Primavera, ha in braccio un nido di uccellini e un bambino e rappresenta l'amore sacro; l'altra, ovvero l'Estate, ha delle spighe in grembo e rappresenta invece l'amore profano e il vizio.

## Palazzo Trucchi di Levaldigi

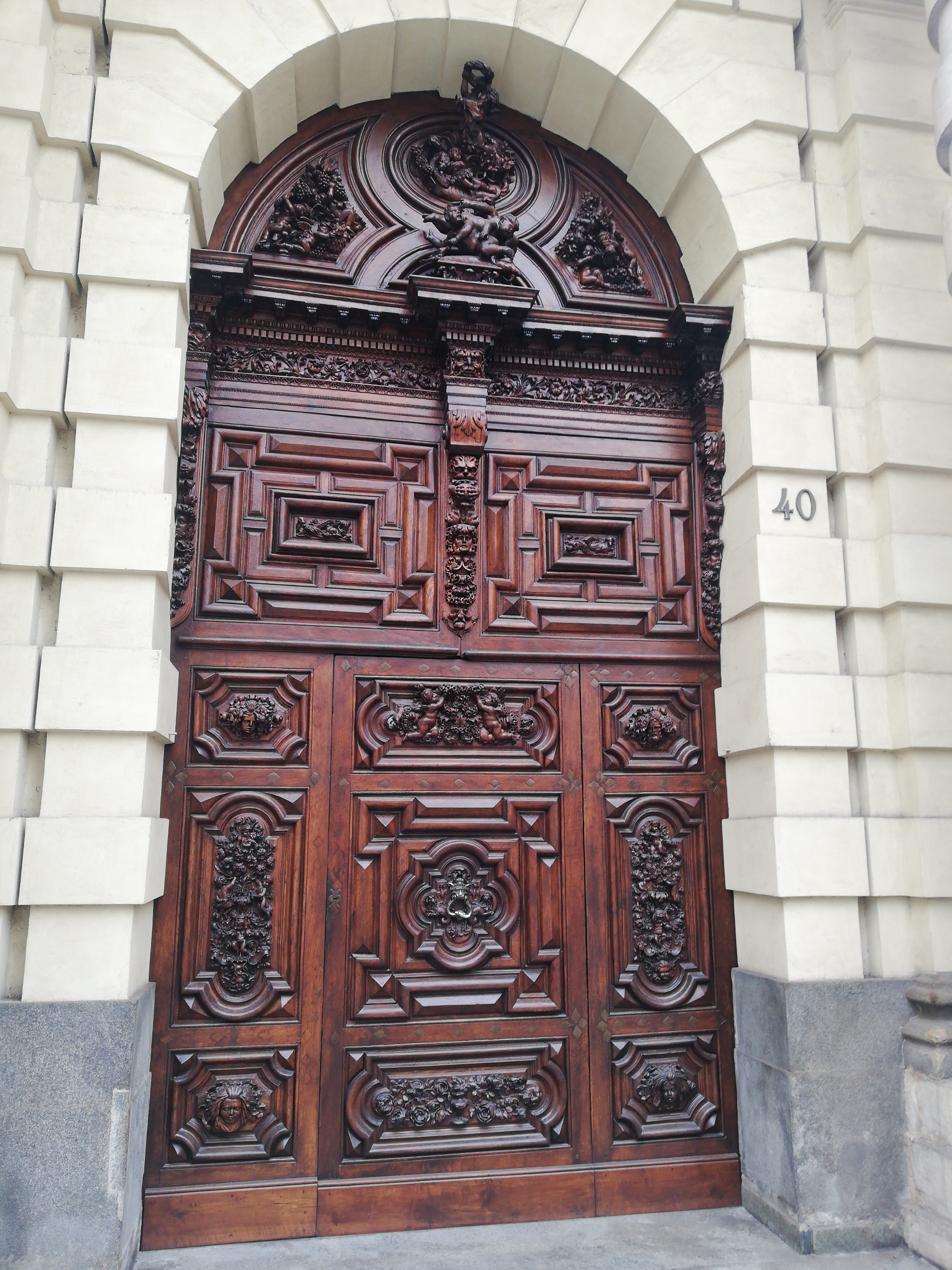
Il "portone del diavolo" di palazzo Trucchi di Levaldigi

Il palazzo Trucchi di Levaldigi di via XX Settembre è circondato da numerose superstizioni ed è celebre per il suo portone ligneo decorato da simboli esoterici, tra cui una testa del diavolo sul suo batacchio. Il palazzo si guadagnò una pessima fama, in quanto vi avvennero dei presunti omicidi in circostanze mai chiarite. Secondo una leggenda, il suo committente, Giovanni Battista Trucchi di Levaldigi, avrebbe siglato un patto con il demonio.

## Lapide di Nostradamus
Una tradizione vuole che cascina Morozzo, un complesso di edifici medievale un tempo ubicato nella strada per Collegno, venne abitata da Nostradamus quando egli giunse a Torino nel 1556. Ciò sembra essere presumibilmente confermato da una lapide un tempo collocata nell'androne della cascina:

## Altri luoghi simbolici ed esoterici di Torino
Esiste inoltre una serie di luoghi, edifici e monumenti che vengono spesso considerati parte della Torino esoterica nel centro storico torinese. Nella zona oscura di Torino è presente almeno un punto di "luce", ovvero il santuario di Maria Ausiliatrice, che custodisce le salme di quattro santi, tra cui quella del fondatore della basilica, Don Bosco, e una reliquia. In via Alfieri sono presenti diversi decori massonici e maschere apotropaiche atte a segnalare i punti degli edifici più vulnerabili alle forze maligne. Nella vicina via Lascaris vi sono, lungo tutto il perimetro di uno dei suoi palazzi, diverse coppie di fori oblunghi al livello del terreno, detti "occhi del diavolo", sotto i quali vi era il luogo di ritrovo di una loggia massonica.
Fuori dal centro storico, davanti alla chiesa della Gran Madre, vi sono due figure femminili il cui significato è ignoto. Una delle due regge tra le mani un calice che si dice essere il Graal.

## Retaggio

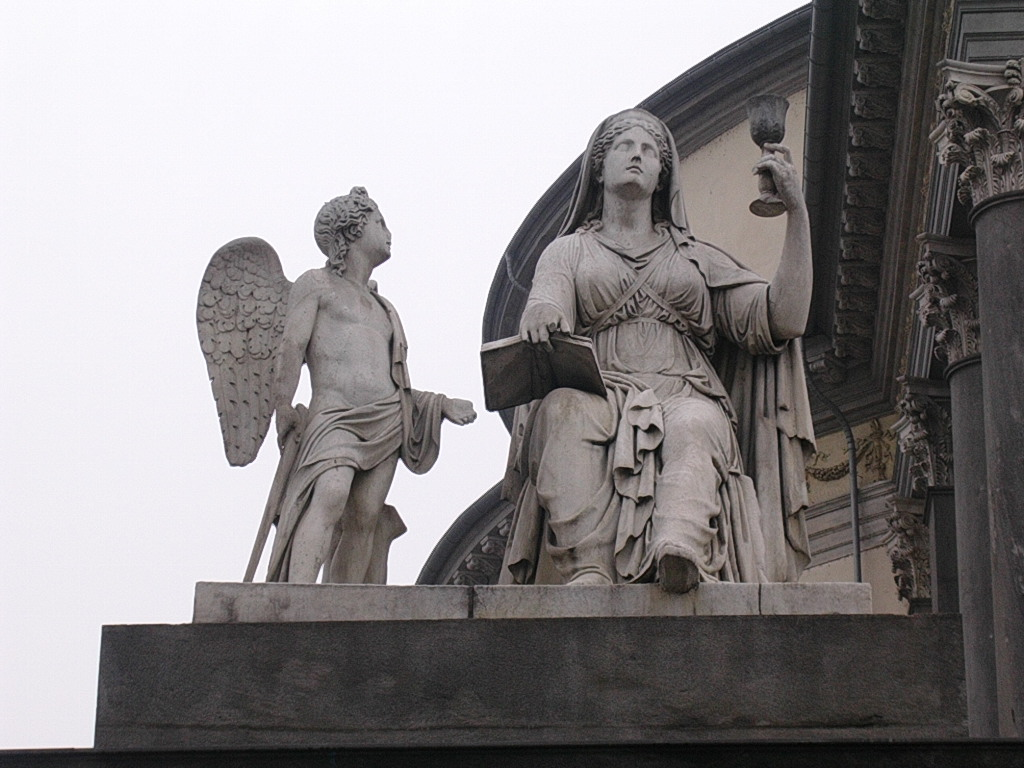
Chiesa della Gran Madre, particolare della statua con il calice

Benché si sia soliti considerare l'esoterismo frutto di teorie mai dimostrate e dimostrabili in termini scientifici, le leggende di Torino hanno dato il via a iniziative mirate a promuoverne la sua fama di città "magica" e sono stati scritti numerosi tomi e articoli dedicati all'argomento.
Non sono mancati degli enti turistici che hanno promosso iniziative in cui vengono visitati i luoghi più rappresentativi della Torino esoterica e tuttora la fama di città esoterica è utilizzata come richiamo turistico.

### Leggende metropolitane
La reputazione di città magica che Torino si è guadagnata ha portato, in alcuni casi, a diffondere, tramite i media, delle falsità e delle leggende metropolitane che si intrecciano con gli autentici legami che essa ha avuto con la simbologia.
Ad esempio, tra gli anni 1968 e 1972, alcuni studenti universitari guidati da Gianluigi Marianini, insieme al giornalista Aldo Cazzullo, pubblicarono su Stampa Sera articoli nei quali si parlava della presenza di 40.000 satanisti a Torino. Come raccontato nel libro Il mistero di Torino (2004), dello stesso Cazzullo, nel 1988 gli autori rivelarono che si era trattato in realtà di uno scherzo, ma che la notizia era stata presa sul serio ed era ormai diventata una leggenda metropolitana.

Stando a quanto riporta un articolo de La Stampa:
 Destò una certa curiosità il ricercatore Mariano Tomatis quando diffuse la teoria, rivelatasi una farsa, secondo la quale il Graal si trovasse a Torre Canavese.